# Versioni di OxygenOS
In questa pagina sono raccolte tutte le versioni di OxygenOS a partire dalla 1, oltre che alla cronologia per le OpenBeta di 5 e 5T. L'elenco potrebbe non essere aggiornato

## Cronologia versioni
| Versione OxygenOS | Versione Android  | Data di rilascio | Dispositivi    |
| ----------------- | ----------------- | ---------------- | -------------- |
| 2.1.4             | 5.1.1 Lollipop    | 16 gennaio 2016  | OnePlus One    |
| 3.1.4             | 6.0.1 Marshmallow | 11 novembre 2016 | OnePlus X      |
| 3.6.1             | 6.0.1 Marshmallow | 10 ottobre 2017  | OnePlus 2      |
| 9.0.5             | 9.0 Pie           | 7 agosto 2019    | OnePlus 3      |
| 9.0.5             | 9.0 Pie           | 7 agosto 2019    | OnePlus 3T     |
| 9.0.9             | 9.0 Pie           | 16 ottobre 2019  | OnePlus 5      |
| 9.0.9             | 9.0 Pie           | 16 ottobre 2019  | OnePlus 5T     |
| 10.0              | 10                | 2 novembre 2019  | OnePlus 6      |
| 10.0              | 10                | 2 novembre 2019  | OnePlus 6T     |
| 10.0.1            | 10                | 12 ottobre 2019  | OnePlus 7      |
| 10.0.1            | 10                | 12 ottobre 2019  | OnePlus 7 Pro  |
| 10.0.5            | 10                | 7 novembre 2019  | OnePlus 7T     |
| 10.0.4            | 10                | 20 ottobre 2019  | OnePlus 7T Pro |

### OxygenOS 1
| Versione OxygenOS | Versione Android | Data di rilascio        | Dispositivi OnePlus supportati | Note |
| Versione OxygenOS | Versione Android | Data di rilascio        | One                            | Note |
| ----------------- | ---------------- | ----------------------- | ------------------------------ | --- |
| 1.0 - 1.0.3       | 5.0.1 Lollipop   | 1.0.3: 2 settembre 2015 | Sì                             | Disponibile solamente come ZIP flashabile sul sito di OnePlus. Cambiamenti 1.0.2 - 1.0.3: Patch Stagefright. |

### OxygenOS 2
| Versione OxygenOS | Versione Android | Data di rilascio             | Dispositivi OnePlus supportati | Dispositivi OnePlus supportati | Dispositivi OnePlus supportati | Note                                                                                    |
| Versione OxygenOS | Versione Android | Data di rilascio             | One                            | X                              | 2                              | Note                                                                                    |
| ----------------- | ---------------- | ---------------------------- | ------------------------------ | ------------------------------ | ------------------------------ | --------------------------------------------------------------------------------------- |
| 2.0 - 2.1.4       | 5.1.1 Lollipop   |                              | Sì                             | Sì                             | Sì                             |                                                                                         |
| 2.1.5 - 2.2.1     | 5.1.1 Lollipop   |                              |                                | Sì                             | Sì                             |                                                                                         |
| 2.2.2 - 2.2.3     | 5.1.1 Lollipop   | 4 agosto - 28 settembre 2016 |                                | Sì                             |                                | September Android Security Bulletin and necessary dependencies for Marshmallow upgrade. |

### OxygenOS 3
| Versione OxygenOS | Versione Android  | Data di rilascio | Dispositivi OnePlus supportati | Dispositivi OnePlus supportati | Dispositivi OnePlus supportati | Dispositivi OnePlus supportati | Note                                                                                  |
| Versione OxygenOS | Versione Android  | Data di rilascio | X                              | 2                              | 3                              | 3T                             | Note                                                                                  |
| ----------------- | ----------------- | ---------------- | ------------------------------ | ------------------------------ | ------------------------------ | ------------------------------ | ------------------------------------------------------------------------------------- |
| 3.0.2             | 6.0.1 Marshmallow | 4 giugno 2016    |                                | Sì                             |                                |                                |                                                                                       |
| 3.1.4             | 6.0.1 Marshmallow | 10 novembre 2016 | Sì                             |                                |                                |                                |                                                                                       |
| 3.2.1             | 6.0.1 Marshmallow |                  |                                |                                | Sì                             |                                |                                                                                       |
| 3.2.4             | 6.0.1 Marshmallow |                  |                                |                                | Sì                             |                                |                                                                                       |
| 3.2.6             | 6.0.1 Marshmallow |                  |                                |                                | Sì                             |                                |                                                                                       |
| 3.2.7             | 6.0.1 Marshmallow |                  |                                |                                | Sì                             |                                |                                                                                       |
| 3.2.8             | 6.0.1 Marshmallow |                  |                                |                                | Sì                             |                                | 1080p 60fps videos                                                                    |
| 3.5.3             | 6.0.1 Marshmallow | 28 novembre 2016 |                                |                                |                                | Sì                             | Versione preinstallata su OnePlus 3T                                                  |
| 3.5.4             | 6.0.1 Marshmallow | 19 dicembre 2016 |                                |                                |                                | Sì                             |                                                                                       |
| 3.5.5             | 6.0.1 Marshmallow | 24 dicembre 2016 |                                | Sì                             |                                |                                |                                                                                       |
| 3.5.6             | 6.0.1 Marshmallow | 5 gennaio 2017   |                                | Sì                             |                                |                                |                                                                                       |
| 3.5.8             | 6.0.1 Marshmallow | 12 aprile 2017   |                                | Sì                             |                                |                                | March 1, 2017 Android Security Patches.                                               |
| 3.5.9             | 6.0.1 Marshmallow | 5 luglio 2017    |                                | Sì                             |                                |                                | VoLTE Fixes.                                                                          |
| 3.6.0             | 6.0.1 Marshmallow | 10 luglio 2017   |                                | Sì                             |                                |                                | June 1, 2017 Android Security Patches, Turkey time zone updated. VoLTE fixes in India |
| 3.6.1             | 6.0.1 Marshmallow | 10 ottobre 2017  |                                | Sì                             |                                |                                | System - Patch di sicurezza di ottobre 2017 - Chiusa falla KRACK - Bugfix generali    |

### OxygenOS 4
| Versione OxygenOS | Versione Android | Data di rilascio                              | Dispositivi OnePlus supportati | Dispositivi OnePlus supportati | Dispositivi OnePlus supportati | Dispositivi OnePlus supportati | Note |
| Versione OxygenOS | Versione Android | Data di rilascio                              | 3                              | 3T                             | 5                              | 5T                             | Note |
| ----------------- | ---------------- | --------------------------------------------- | ------------------------------ | ------------------------------ | ------------------------------ | ------------------------------ | --- |
| 4.0.0             | 7.0 Nougat       | 31 dicembre 2016                              | Sì                             | Sì                             |                                |                                | Aggiornamento ad Android 7.0 Nougat |
| 4.0.1             | 7.0 Nougat       | 7 gennaio 2017                                | Sì                             | Sì                             |                                |                                | |
| 4.0.2             | 7.0 Nougat       | 14 gennaio 2017                               | Sì                             | Sì                             |                                |                                | |
| 4.0.3             | 7.0 Nougat       | 8 febbraio 2017                               | Sì                             | Sì                             |                                |                                | |
| 4.1.0             | 7.1.1 Nougat     | 16 marzo 2017                                 | Sì                             | Sì                             |                                |                                | Aggiornamento ad Android 7.1.1 Nougat |
| 4.1.1             | 7.1.1 Nougat     | 28 marzo 2017                                 | Sì                             | Sì                             |                                |                                | |
| 4.1.3             | 7.1.1 Nougat     | 17 aprile 2017                                | Sì                             | Sì                             |                                |                                | |
| 4.1.5             | 7.1.1 Nougat     | 7 giugno 2017                                 | Sì                             | Sì                             |                                |                                | Patch di sicurezza di maggio 2017 |
| 4.1.6             | 7.1.1 Nougat     | 12 giugno 2017                                | Sì                             | Sì                             |                                |                                | Fixes from 4.1.5 |
| 4.1.7             | 7.1.1 Nougat     | 23 agosto 2017                                | Sì                             | Sì                             |                                |                                | Patch di agosto 2017. Miglioramento della latenza del touch |
| 4.5.0             | 7.1.1 Nougat     | OP5: 20 giugno 2017 OP3/3T: 25 settembre 2017 | Sì                             | Sì                             | Sì                             |                                | Versione preinstallata su OnePlus 5 Changelog per OnePlus 3/3T: System: - Aggiunto il Lift-Up display - Aggiunta la Modalità Gioco - Aggiunte le notifiche a bassa priorità - Aggiunta la velocità di rete nella barra di stato - Aggiunta la modalità notte programmata - Aggiunto il font OnePlus Slate - Animazione Dash Charge ridisegnata - Migliorata la stabilità di sistema Launcher: - Aggiunto Shot On OnePlus Telefono: - Ridisegnata UI in chiamata Fotocamera / Galleria: - Aggiunto il watermark Shot On OnePlus - Editor di foto ridisegnato File Manager: - Aggiunta la cassetta di sicurezza |
| 4.5.1             | 7.1.1 Nougat     | OP 5: 22 giugno 2017 OP 3/3T: 18 ottobre 2017 | Sì                             | Sì                             | Sì                             |                                | OP3/3T: - Bugfix |
| 4.5.2             | 7.1.1 Nougat     | 25 giugno 2017                                |                                |                                | Sì                             |                                | |
| 4.5.3             | 7.1.1 Nougat     | 27 giugno 2017                                |                                |                                | Sì                             |                                | Bug Fixes: - Risolto il problema con gli screenshot espansi - Google Translate stutters - Risolto problema del WiFi Ottimizzazioni: - Migliorata la stabilità - Migliorata la fotocamera - Migliorati gli effetti di luminosità automatica - Migliorata la previsione dell'utilizzo dati |
| 4.5.4             | 7.1.1 Nougat     | 28 giugno 2017                                |                                |                                | Sì                             |                                | |
| 4.5.5             | 7.1.1 Nougat     | 5 luglio 2017                                 |                                |                                | Sì                             |                                | Optimizations: - Migliorie del WiFi - Migliorata la qualità in chiamata - Migliorato l'uso della batteria durante la registrazione di video - Abbassata l'intensità della vibrazione in chiamata Bug Fixes: - Migliorie del segnale WiFi - Risolto problema con IPv6 |
| 4.5.6             | 7.1.1 Nougat     | 20 luglio 2017                                |                                |                                | Sì                             |                                | Risolto il problema per le chiamate di emergenza |
| 4.5.7             | 7.1.1 Nougat     | 1 agosto 2017                                 |                                |                                | Sì                             |                                | Ritirata. |
| 4.5.8             | 7.1.1 Nougat     | 5 agosto 2017                                 |                                |                                | Sì                             |                                | Novità: - Aggiunto il font OnePlus Slate - Aggiunto EIS per i video 4K Aggiotnamenti: - Patch di sicurezza aggiornate a luglio 2017 Ottimizzazioni: - Migliorie del WiFi - Migliorie della batteria Bug Fixes: - Risolto problema con le chiamate in cuffia - Risolto problema con il suono dell'otturatore in India - Fixed occasional stutters when playing games - Risolto problema della batteria per utenti Jio |
| 4.5.10            | 7.1.1 Nougat     | 29 agosto 2017                                |                                |                                | Sì                             |                                | Fotocamera: - Riduzione del rumore nelle foto - Migliorata stabilità - Migliorati i video a 60fps Launcher: - Aggiunte informazioni della nazione in Shot On OnePlus Telefono: - Risolto il problema dei tocchi accidentali - Migliorata la qualità della chiamata per utenti Jio - Risolto il problema nella UI di chiamata Sistema: - Migliorie del WiFi - Risolto problema dei video SnapShot - Risolto problema del nuovo font - Risolto problema di Play Music |
| 4.5.11            | 7.1.1 Nougat     | 3 ottobre 2017                                |                                |                                | Sì                             |                                | Sistema: - Supporto alla personalizzazione delle suonerie - Avvio delle app velocizzato - Ottimizzata la luminosità automatica - Risolto problema dei video YouTube - Risolto problema della UI in alcuni frangenti - Risolto problema del 4G+ in alcune nazioni - Patch aggiornate a settembre 2017 - Bug fix |
| 4.5.12            | 7.1.1 Nougat     | 7 ottobre 2017                                |                                |                                | Sì                             |                                | System: - Risolto problema dell'icona Download |
| 4.5.13            | 7.1.1 Nougat     | 16 ottobre 2017                               |                                |                                | Sì                             |                                | Stesso changelog della 4.5.11 |
| 4.5.14            | 7.1.1 Nougat     | 2 novembre 2017                               |                                |                                | Sì                             |                                | System: - Supporto del Volte Airtel in India - Supporto alla banda 66 in Canada - Chiusura della falla KRACK - Migliorato l'utilizzo della batteria - Migliorato il GPS - Bug fix |
| 4.7.0             | 7.1.1 Nougat     | 21 novembre 2017                              |                                |                                |                                | Sì                             | Versione preinstallata su OnePlus 5T |
| 4.7.1             | 7.1.1 Nougat     | 21 novembre 2017                              |                                |                                |                                | Sì                             | |
| 4.7.2             | 7.1.1 Nougat     | 22 novembre 2017                              |                                |                                |                                | Sì                             | - Ottimizzazioni per le impronte digitali - Ottimizzazioni per Face Unlock - Migliorate le gestures a schermo spento - Migliorato EIS nei video 4K - Chiusa falla KRACK - Bugfix |
| 4.7.4             | 7.1.1 Nougat     | 7 dicembre 2017                               |                                |                                |                                | Sì                             | Fotocameraamera: - Migliorata UI - Migliorata la qualità delle foto Sistema: - Migliorata la qualità audio - Ottimizzazioni per Face Unlock - Ottimizzata la vibrazione - Migliorie per il WiFi - Migliorata la stabilità del GPS - Bugfux |
| 4.7.5             | 7.1.1 Nougat     | dicembre 2017                                 |                                |                                |                                | Sì                             | Bugfix |
| 4.7.6             | 7.1.1 Nougat     | 28 dicembre 2017                              |                                |                                |                                | Sì                             | Fotocamera: - Miglioramenti per la stabilità - Miglioramenti di chiarezza per gli autoscatti in luce bassa - Miglioramenti delle prestazioni per applicazioni della fotocamera di terze parti Sistema: - Aggiunta luce assistiva per lo sblocco con il viso - Miglioramenti per gli screenshot estesi - Miglioramenti per Wi-Fi display - Updated Android security patch to December |

### OxygenOS 5
| Versione OxygenOS | Versione Android | Data di rilascio                               | Dispositivi OnePlus supportati | Dispositivi OnePlus supportati | Dispositivi OnePlus supportati | Dispositivi OnePlus supportati | Dispositivi OnePlus supportati | Note |
| Versione OxygenOS | Versione Android | Data di rilascio                               | 3                              | 3T                             | 5                              | 5T                             | 6                              | Note |
| ----------------- | ---------------- | ---------------------------------------------- | ------------------------------ | ------------------------------ | ------------------------------ | ------------------------------ | ------------------------------ | --- |
| 5.0               | 8.0 Oreo         | OP3/3T: 20 novembre 2017 OP5: 25 dicembre 2017 | Sì                             | Sì                             | Sì                             |                                |                                | Sistema: - Aggiornamento ad Android Oreo (8.0) - Aggiunte le Applicazioni Parallele - Aggiunta Picture in Picture - Aggiunto Auto completamento - Aggiunta selezione del testo intelligente - Nuovo design per le impostazioni veloci - Aggiornamento alla patch di sicurezza di settembre Launcher: - Aggiunti punti di notifica - Nuovo design per le cartelle di applicazioni - Ora si possono caricare le foto direttamente su Shot on OnePlus |
| 5.0.1             | 8.0 Oreo         | 4 gennaio 2018                                 | Sì                             | Sì                             | Sì                             |                                |                                | Fotocamera & galleria: - Nuovo design dell'interfaccia utente - Ottimizzazione della qualità delle foto - Aggiunto l'effetto di miglioramento per la modalità ritratto - Aggiunta la scheda "Luoghi" per vedere le foto su una mappa Applicazioni: - Aggiunta funzione storico - Aggiunta funzione per il calendario e l'allarme Sistema: - Aggiunta funzione per le Applicazioni Parallele - Aggiunta la calibrazione dello schermo "modalità adattiva" - Patch di sicurezza aggiornata a dicembre - Risoluzione errori per Oxygen 5.0 |
| 5.0.2             | 8.0 Oreo         | 2 febbraio 2018                                |                                |                                | Sì                             | Sì                             |                                | Fotocamera & Galleria: - Migliorata la stabilizzazione digitale per i video (OnePlus 5) - Aggiornata la Galleria alla versione 2.0 Applicazioni: - Aggiornato il Meteo alla versione 1.9 - Aggiornato il Launcher alla versione 2.2 - Aggiornato File Manager alla versione 1.7.6 Sistema: - Aggiornamento ad Android Oreo (8.0) (OnePlus 5T) - Aggiunto il Face Unlock (OnePlus 5) - Miglioramenti e risoluzione di bug - Aggiornate le patch di sicurezza a gennaio 2018 |
| 5.0.3             | 8.0 Oreo         | OP5/5T: 4 febbraio 2018 OP3/3T: 25 maggio 2018 | Sì                             | Sì                             | Sì                             | Sì                             |                                | Stesso changelog della 5.0.2 (di cui ha interrotto la distribuzione per il Oneplus 5T), con l'aggiunta della voce "fixed system stability issue" OP3/3T: Sistema: - Patch di sicurezza aggiornate a maggio 2018 - Face Unlock Launcher: - Miglioramento di Shelf - Nuovo design per le scorciatoie app - Supporto a ulteriori opzioni durante la pressione prolungata di un'icona Galleria: - Luoghi: una vista delle foto inserite nella mappa - Supporto per la condivisione delle foto a Shot-On-OnePlus - Aggiunta raccolta "Eliminati di recente" File manager: - Aggiunta categoria "File di grandi dimensioni" Meteo: - Aggiunto nuovo widget per Launcher - Migliorata la precisione del posizionamento - Regolazione dell'intervallo di aggiornamento per l'aggiornamento delle informazioni meteo |
| 5.0.4             | 8.0 Oreo         | OP5/5T: 2 marzo 2018 OP3/3T: 19 luglio 2018    | Sì                             | Sì                             | Sì                             | Sì                             |                                | OP5/5T Risoluzione di Bug: - Risolto malfunzionamento della suoneria per chiamate e notifiche in arrivo - Risolta instabilità del suono durante la riproduzione video OP3/3T Sistema: - Patch di sicurezza Android aggiornate a luglio 2018 Camera: - Qualità di immagine della fotocamera frontale migliorata - Risolto il problema relativo all'impostazione manuale degli ISO con le app fotocamera di terze parti Patch di terze parti: - Risolto il problema dei crash di WhatsApp in modalità parallela - Risolto il problema della fotocamera frontale con Snapchat |
| 5.0.5             | 8.0 Oreo         | 28 agosto 2018                                 | Sì                             | Sì                             |                                |                                |                                | - Bugfix minori |
| 5.0.6             | 8.0 Oreo         | 28 settembre 2018                              | Sì                             | Sì                             |                                |                                |                                | - Patch di sicurezza Android di settembre 2018 - Bugfix minori |
| 5.0.7             | 8.0 Oreo         | 28 novembre 2018                               | Sì                             | Sì                             |                                |                                |                                | - Patch di sicurezza Android di novembre 2018 - Supporto alle OnePlus Bullets Type-C - Bugfix e miglioramenti vari |
| 5.0.8             | 8.0 Oreo         | 13 dicembre 2018                               | Sì                             | Sì                             |                                |                                |                                | - Hotfix |
| 5.1.0             | 8.1.0 Oreo       | 24 aprile 2018                                 |                                |                                | Sì                             | Sì                             |                                | Aggiornato il sistema ad Android Oreo 8.1 Sistema: - Introdotte le patch di sicurezza di aprile 2018 - Gestures a schermo intero (5T) Modalità Gaming: - Aggiunte nuove ottimizzazioni in modalità gaming incluse una modalità risparmio energetico e sospensione luminosità adattiva - Modalità network boost - priorità di rete per le app di gioco in primo piano Launcher: - Sono presenti nuove categorie quando si utilizza l'icona della ricerca nel drawer - Cartelle con nome automatico in base alla categoria |
| 5.1.1             | 8.1.0 Oreo       | 26 aprile 2018                                 |                                |                                | Sì                             | Sì                             |                                | Risolto problema delle notifiche |
| 5.1.2             | 8.1.0 Oreo       | 26 maggio 2018                                 |                                |                                | Sì                             | Sì                             |                                | Sistema - Introdotte le patch di maggio 2018 - Risolto problema con la rotazione automatica Galleria - Luoghi: una mappa delle foto divise per luogo - Aggiunto l'album "Eliminati di recente" Wireless & Rete - Risolto problema della connessione WiFi Launcher - Doppio tap per bloccare lo schermo Cuffie - Risolto problema del microfono non funzionante per le cuffie AKG |
| 5.1.3             | 8.1.0 Oreo       | OP6: 19 maggio 2018 OP5/5T: 13 giugno 2018     |                                |                                | Sì                             | Sì                             | Sì                             | OP5/5T: Sistema: - Aggiornamento del bootloader per migliorare la sicurezza - Bugfix generali Bluetooth: - Risolto problema di connessione con alcune macchine |
| 5.1.4             | 8.1.0 Oreo       | OP6: maggio 2018 OP5/5T: 27 luglio 2018        |                                |                                | Sì                             | Sì                             | Sì                             | OP5/5T: Sistema - Aggiornate le patch di sicurezza di Android al luglio 2018 - Aggiunta una modalità sonno per lo standby, che rileva automaticamente (basandosi sullo storico del vostro utilizzo) quando l’utente va a dormire, disattivando la connettività dati, riducendo i consumi di batteria. Fotocamera - Migliorata la chiarezza delle foto scattate Messaggi - Aggiunti i messaggi di gruppo Galleria - Bug fix generali |
| 5.1.5             | 8.1.0 Oreo       | OP6:24 maggio 2018 OP5/5T: 22 agosto 2018      |                                |                                | Sì                             | Sì                             | Sì                             | OP6: Sistema: - Patch di sicurezza di maggio 2018 - OnePlus Switch preinstallata - Aggiunta opzione per nascondere il notch Camera: - Supporto al SuperSlow Motion (720p@480fps e 1080p@240fps) - Aggiunta della quick capture nella modalità ritratto Galleria: - Supporto a più opzioni per le foto eliminate di recente OP5/5T: - Aggiornate le patch di sicurezza di Android ad agosto 2018 - Conferma del PIN senza la necessità di eseguire un tap sul simbolo ✓ (Impostazioni > Sicurezza > PIN) |
| 5.1.6             | 8.1.0 Oreo       | OP6: 14 giugno 2018 OP5/5T: 24 ottobre 2018    |                                |                                | Sì                             | Sì                             | Sì                             | OP6 Connettività - Attivati i servizi VoLTE in India - Risolti problemi di stabilità per la modalità dual SIM Fotocamera - Aggiunta la modalità ritratto per la fotocamera frontale - Aggiunta l’anteprima per l’effetto Light Bokeh in modalità ritratto per le fotocamere posteriori Telefono - Ottimizzata la qualità delle chiamate Sistema - Supporto per la percentuale di batteria residua nella barra di stato - Migliorato il volume della suoneria e la qualità del suono - Ora è possibile programmare la modalità Non Disturbare (DND) - Aggiunta l’opzione per la connettività Dual-4G - Ottimizzati il consumo energetico e la stabilità del sistema - Auricolari - Aggiunta la risposta intelligente per il Bluetooth, ovvero la possibilità di rispondere automaticamente alle chiamate in arrivo quando sono connessi dei dispositivi Bluetooth OP5/5T Sistema: - Supporto a Project Treble - Supporto al VoLTE di IDEA in India - Risolto problema con le chiamate Bluetooth - Patch di sicurezza Android aggiornate a ottobre 2018 |
| 5.1.7             | 8.1.0 Oreo       | OP6: 15 giugno 2018 OP5/5T: 10 novembre 2018   |                                |                                | Sì                             | Sì                             | Sì                             | OP5/5T Sistema: - Hotfix per il bluetooth nelle macchine OP6 Sistema: - Aggiornamento del bootloader per migliorare la sicurezza - Fix per le impostazioni di programmazione della modalità non disturbare - Bugfix generali |
| 5.1.8             | 8.1.0 Oreo       | 18 giugno 2018                                 |                                |                                |                                |                                | Sì                             | Telefono - Ottimizzazione della qualità della chiamata Sistema - Corretti problemi di stabilità Rete - Migliorata la stabilità della rete e bug fix generali |
| 5.1.9             | 8.1.0 Oreo       | 17 luglio 2018                                 |                                |                                |                                |                                | Sì                             | Sistema - Ottimizzata la connessione dati - Ottimizzata la stabilità della connessione Wi-Fi - Risolto il problema del flickering del display durante le ore diurne - Miglioramenti e bug fix generali - Conferma del PIN senza la necessità di eseguire un tap sul simbolo ✓(Impostazioni > Sicurezza > PIN) Fotocamera - Migliorata la modalità HDR |

### OxygenOS 9
| Versione OxygenOS | Versione Android | Data di rilascio                                                                         | Dispositivi OnePlus supportati | Dispositivi OnePlus supportati | Dispositivi OnePlus supportati | Dispositivi OnePlus supportati | Dispositivi OnePlus supportati | Dispositivi OnePlus supportati | Dispositivi OnePlus supportati | Dispositivi OnePlus supportati | Note |
| Versione OxygenOS | Versione Android | Data di rilascio                                                                         | 3                              | 3T                             | 5                              | 5T                             | 6                              | 6T                             | 7                              | 7 Pro                          | Note |
| ----------------- | ---------------- | ---------------------------------------------------------------------------------------- | ------------------------------ | ------------------------------ | ------------------------------ | ------------------------------ | ------------------------------ | ------------------------------ | ------------------------------ | ------------------------------ | --- |
| 9.0               | 9.0 Pie          | OP6: 21 settembre 2018 OP5/5T: 25 dicembre 2018 OP3/3T: 17 aprile 2019                   | Sì                             | Sì                             | Sì                             | Sì                             | Sì                             |                                |                                |                                | Changelog comune: Aggiornato il sistema ad Android Pie 9.0 Sistema: - Nuova UI per Android Pie - Supporto modalità Adaptive Battery - Nuove gesture di navigazione Android Pie (solo 6 e 5T) - Aggiornate le patch di sicurezza Android a settembre 2018 (dicembre per 5 e 5T, aprile 2019 per 3 e 3T) - Altre nuove funzionalità e miglioramenti di sistema Modalità non disturbare: - Nuova modalità Non disturbare (DND) con impostazioni regolabili New Gaming mode 3.0: - Aggiunta modalità "text notification" - Aggiunte notifiche per chiamate di terze parti Accent colour: - Supporto personalizzazione accent colour Camera: - Aggiunto Google Lens (solo 3, 3T, 5 e 5T) |
| 9.0.1             | 9.0 Pie          | OP5/5T: 31 dicembre 2018 OP3/3T: 6 maggio 2019                                           | Sì                             | Sì                             | Sì                             | Sì                             |                                |                                |                                |                                | OP5/5T Sistema: - Migliorata stabilità del wifi - Ottimizzazione modalità display sRGB e modalità lettura - Risolto problema che faceva scomparire l'icona del voLTE - Risolti sporadici riavvii con la condivisione schermo OP3/3T Bugfix: - Risolto problema nelle interfacce dell'orologio e del cronometro - Risolto problema del funzionamento del microfono con auricolari inseriti - Risolti crash con l'app Messaggi |
| 9.0.2             | 9.0 Pie          | OP6: 31 ottobre 2018 OP5/5T: 10 gennaio 2019 OP3/3T: 22 maggio 2019                      | Sì                             | Sì                             | Sì                             | Sì                             | Sì                             |                                |                                |                                | OP6 Sistema: - Nuove gesture per la navigazione - UI migliorata per Informazioni sul telefono - Consumo della batteria ottimizzato in stand-by - Patch di sicurezza Android aggiornate a novembre 2018 - Aggiunto il supporto per lanciare Google Assistant o altre app di assistenti di terze parti tenendo premuto il pulsante di accensione per 0,5 secondi - Correzioni di bug e miglioramenti generali Fotocamera: - Aggiunta la modalità Nightscape - Aggiunta Studio Lighting per migliorare il contorno del viso OP5/5T Hotfix: - Risolto il problema della connettività col WiFi durante l'uso di alcune app di terze parti - Risolto problema con i tasti fisici e capacitivi non funzionanti (solo OP5) OP3/3T Uguale alla 9.0 |
| 9.0.3             | 9.0 Pie          | OP6: 27 dicembre 2018 OP5/5T: 23 gennaio 2019 OP3/3T: 7 giugno 2019                      | Sì                             | Sì                             | Sì                             | Sì                             | Sì                             |                                |                                |                                | OP6 Sistema: - Miglioramenti a WiFi e Bluetooth - Miglioramenti generali - Patch di sicurezza Android aggiornate a dicembre 2018 Camera: - Miglioramenti alla modalità notte - Miglioramenti allo slow motion - Ottimizzazione del processo dell'immagine Cuffie: - Aggiunto "Audio Tuner" per le cuffie bluetooth Comunicazione: - Supporto al VoLTE per Bouygues FR OP5/5T Hotfix: - Migliorata la stabilità delle impostazioni audio - Migliorata la stabilità dell'aggiornamento di sistema OP3/3T Bugfix: - Risolto un problema di autenticazione per WhatsApp in modalità parallela |
| 9.0.4             | 9.0 Pie          | OP6T: 21 novembre 2018 OP6: 11 febbraio 2019 OP5/5T: 1 marzo 2019 OP3/3T: 30 giugno 2019 | Sì                             | Sì                             | Sì                             | Sì                             | Sì                             | Sì                             |                                |                                | OP6T Sistema: - Miglioramenti a Screen Unlock - Nuove gestures di navigazione - Patch di sicurezza Android aggiornate a novembre 2018 - Bugfix e miglioramenti generali Camera: - Miglioramenti alla modalità notte - Aggiunto Studio Lightning per migliorare il contorno dei volti OP6/5/5T Sistema: - Patch di sicurezza di gennaio 2019 - Integrazione con Google Duo - Miglioramenti generali - Migliorata la stabilità della rete (solo 5 e 5T) - Miglioramenti allo schermo (solo 6) OP3/3T Bugfix: - Patch di sicurezza di giugno 2019 - Correzioni di bug e miglioramenti generali |
| 9.0.5             | 9.0 Pie          | OP6T: 6 novembre 2018 OP6 : 20 aprile 2019 OP5/5T: 27 aprile 2019 OP3/3T: 7 agosto 2019  | Sì                             | Sì                             | Sì                             | Sì                             | Sì                             | Sì                             |                                |                                | OP6T: Sistema: - Miglioramenti a Screen Unlock - Miglioramenti e bugfix generali OP6: Sistema: - Patch di sicurezza Android di marzo 2019 - Miglioramenti generali Community: - Aggiunto il tool per il feedback OP5/5T: Sistema: - Patch di sicurezza Android di aprile 2019 Telefono: - Migliorata la stabilità dell'app telefono App parallele: - Risolto problema che mostra l'account primario nelle app parallele - Risolto problema che impediva a WhatsApp parallelo di scaricare le immagini Modalità di gioco: - Risolto problema che impedisce di ricevere videochiamate da app di terze parti OP3/3T: Bugfix: - Patch di sicurezza di agosto 2019 - Correzioni di bug e miglioramenti generali |
| 9.0.6             | 9.0 Pie          | OP6T: 21 novembre 2018 OP6: 3 giugno 2019 OP5/5T: 7 giugno 2019                          |                                |                                | Sì                             | Sì                             | Sì                             | Sì                             |                                |                                | OP6T Sistema: - Miglioramento dello sblocco - Ottimizzazione del consumo in standby - Bugfix e miglioramenti generali Comunicazione: - Risolto problema degli APN su rete Verizon App di terze parti: - Risolto il problema delle notifiche del Play Store Camera: - Ottimizzazione del processo delle immagini OP6 Sistema: - Patch di sicurezza Android di maggio 2019 - Bugfix generali Bluetooth: - Supporto all'accoppiamento veloce delle bullets wireless 2 - Miglioramento della stabilità Launcher: - Miglioramento della UI per la conferma della password dello spazio nascosto Camera: - Miglioramento della qualità della camera frontale (OP6T) Bugfix: - Risolto un problema con la suoneria degli SMS - Risolto un problema con la cancellazione dei contatti rapidi - Risolto un problema con le credenziali WiFi OP5/5T Sistema: - Patch di sicurezza Android di maggio 2019 - Bugfix generali Bluetooth: - Supporto all'accoppiamento rapido delle Bullets Wireless 2 - Risolto problema della risposta rapida a una chiamata con delle cuffie bluetooth |
| 9.0.7             | 9.0 Pie          | OP6T: 3 dicembre 2018 OP6: 3 luglio 2019 OP5/5T: 22 luglio 2019                          |                                |                                | Sì                             | Sì                             | Sì                             | Sì                             |                                |                                | Sistema: - Migliorata la stabilità del Bluetooth - Migliorata la stabilità del Wi-Fi - Migliorato il consumo energetico in stand-by - Risolti problemi di visualizzazione dello sfondo nella lockscreen - Correzioni di bug e miglioramenti generali Fotocamera: - Prestazioni migliorate per la modalità SlowMotion Audio: - Ripristinato il funzionamento Audio Tuner per auricolari Bluetooth OP6 Sistema: - Patch di sicurezza Android di giugno 2019 - Miglioramento della rotazione dello schermo - Aggiunto lo Screen Recorder Rete: - Supporto al VoLTE e al VoWiFi di Telia Denmark OP5/5T Sistema: - Patch di sicurezza di Android di giugno 2019 - Aggiunto lo Screen Recorder - Aggiunta la Risposta Rapida in Landscape - Bugfix generali Modalità di gioco - Aggiunta la Modalità Fnatic Telefono: - Risolto problema con le chiamate rapide |
| 9.0.8             | 9.0 Pie          | OP6: 9 agosto 2019 OP5/5T: 7 agosto                                                      |                                |                                | Sì                             | Sì                             | Sì                             |                                |                                |                                | OP6 Sistema: - Ottimizzazione modalità tasca - Risolto un problema con la risposta delle app - Risolto un problema con l'impronta digitale nell'app locker quando si sta registrando lo schermo - Aggiunta la risposta rapida in landscape - Patch di sicurezza Android di agosto 2019 - Bugfix Launcher: - Aggiunta la password allo spazio nascosto Gaming Mode: - Aggiunta la Fnatic Mode Zen Mode: - Aggiunta la Zen Mode OnePlus Laboratory: - Aggiunto il DC Dimming Communication: - Aggiunto il VoLTE a Bouygues OP5/5T Sistema: - Patch di sicurezza Android di agosto 2019 - Bugfix - Ottimizzazione degli screenshots Zen Mode: - Aggiunta la Zen Mode - Migliori effetti visivi - Nuove impostazioni per la durata |
| 9.0.9             | 9.0 Pie          | OP6T: 12 dicembre 2018 OP6: 24 settembre 2019 OP5/5T: 16 ottobre 2019                    |                                |                                | Sì                             | Sì                             | Sì                             | Sì                             |                                |                                | Versione preinstallata su OnePlus 6T McLaren edition OP6 Sistema: - Risolto il crash con lo Screen Recorder - Riattivazione della funzione chiamate dopo il ripristino della rete - Miglioramento delle performance in preparazione di prossime versioni OP5/5T Sistema - Patch di sicurezza Android di ottobre 2019 - Risolto problema con gli screenshots estesi - Bugfix |
| 9.0.10            | 9.0 Pie          | 20 dicembre 2018                                                                         |                                |                                |                                |                                |                                | Sì                             |                                |                                | Sistema: - Patch di sicurezza Android di dicembre 2018 - Migliorata la stabilità del WiFi - Ottimizzazione di Face Unlock Fotocamera: - Miglioramenti della modalità notte |
| 9.0.12            | 9.0 Pie          | 11 febbraio 2019                                                                         |                                |                                |                                |                                |                                | Sì                             |                                |                                | Sistema: - Patch di sicurezza di gennaio 2019 - Integrazione con Google Duo - Miglioramenti generali - Miglioramenti allo schermo |
| 9.0.13            | 9.0 Pie          | 20 aprile 2019                                                                           |                                |                                |                                |                                |                                | Sì                             |                                |                                | Sistema: - Patch di sicurezza Android di marzo 2019 - Miglioramenti generali Community: - Aggiunto il tool per il feedback |
| 9.0.14            | 9.0 Pie          | 3 giugno 2019                                                                            |                                |                                |                                |                                |                                | Sì                             |                                |                                | Sistema: - Patch di sicurezza Android di maggio 2019 - Bugfix generali Bluetooth: - Supporto all'accoppiamento veloce delle bullets wireless 2 - Miglioramento della stabilità Launcher: - Miglioramento della UI per la conferma della password dello spazio nascosto Camera: - Miglioramento della qualità della camera frontale (OP6T) Bugfix: - Risolto un problema con la suoneria degli SMS - Risolto un problema con la cancellazione dei contatti rapidi - Risolto un problema con le credenziali WiFi |
| 9.0.15            | 9.0 Pie          | 3 luglio 2019                                                                            |                                |                                |                                |                                |                                | Sì                             |                                |                                | Sistema: - Patch di sicurezza Android di giugno 2019 - Miglioramento della rotazione dello schermo - Aggiunto lo Screen Recorder Rete: - Supporto al VoLTE e al VoWiFi di Telia Denmark |
| 9.0.16            | 9.0 Pie          | 9 agosto 2019                                                                            |                                |                                |                                |                                |                                | Sì                             |                                |                                | Sistema: - Ottimizzazione modalità tasca - Risolto un problema con la risposta delle app - Risolto un problema con l'impronta digitale nell'app locker quando si sta registrando lo schermo - Aggiunta la risposta rapida in landscape - Patch di sicurezza Android di agosto 2019 - Bugfix Launcher: - Aggiunta la password allo spazio nascosto Gaming Mode: - Aggiunta la Fnatic Mode Zen Mode: - Aggiunta la Zen Mode OnePlus Laboratory: - Aggiunto il DC Dimming Communication: - Aggiunto il VoLTE a Bouygues |
| 9.0.17            | 9.0 Pie          | 24 settembre 2019                                                                        |                                |                                |                                |                                |                                | Sì                             |                                |                                | Sistema: - Risolto il crash con lo Screen Recorder - Riattivazione della funzione chiamate dopo il ripristino della rete - Miglioramento delle performance in preparazione di prossime versioni |
| 9.5.5             | 9.0 Pie          | 26 maggio 2019                                                                           |                                |                                |                                |                                |                                |                                |                                | Sì                             | Sistema: - Ottimizzazione del doppio tap al risveglio e dell'Ambient Display - Ottimizzazione del ritardo audio con cuffie Bluetooth nei giochi - Bugfix generali Camera: - Miglioramento dell'HDR - Miglioramento immagini con poca luce - Miglioramento del bilanciamento del bianco - Miglioramento del focus |
| 9.5.6             | 9.0 Pie          | 29 giugno 2019                                                                           |                                |                                |                                |                                |                                |                                | Sì                             |                                | Sistema: - Patch di sicurezza Android di giugno 2019 - Ottimizzazione della luminosità automatica - Bugfix e miglioramenti generali Telefono: - Miglioramento della qualità audio Camera: - Miglioramento della qualità fotografica |
| 9.5.7             | 9.0 Pie          | OP7 Pro: 6 giugno 2019 OP7: 18 luglio 2019                                               |                                |                                |                                |                                |                                |                                | Sì                             | Sì                             | OP7 Pro Sistema: - Miglioramento del Double Tap to Wake - Risolti problemi con l'ambient display - Migliorata la qualità audio per le chiamate di app di terze parti - Miglioramento della sensibilità al tocco dello schermo Camera: - Miglioramento del colore e del contrasto - Miglioramento del bilanciamento del bianco - Miglioramento dell'autofocus - Miglioramento del verde con poca luce - Rimozione del rumore con l'HDR - Miglioramento del contrasto e del colore del grandangolo - Aumento della chiarezza e rimozione del rumore con poca luce del grandangolo - Aumento della chiarezza e rimozione del rumore con poca luce del teleobiettivo - Aumento della chiarezza e del colore della modalità notte - Aumento della luminosità e della chiarezza con poca luce della modalità notte OP7 Sistema: - Ottimizzazione della sensibilità della luminosità automatica - Migliore ricezione GPS a schermo spento - Miglioramento dell'audio sulle Bullets Wireless V2 - Supporto al VoLTE e VoWiFi di 3 SE e Telenor SE - Miglioramenti generali Camera: - Miglioramento dello switch tra camera frontale e posteriore - Miglioramento della velocità dell'autofocus - Photo-stitching avanzato nella modalità Panorama - Miglioramento dei JPG da 48MP nella modalità Pro |
| 9.5.8             | 9.0 Pie          | OP7 Pro: 18 giugno 2019 OP7: 3 agosto 2019                                               |                                |                                |                                |                                |                                |                                | Sì                             | Sì                             | OP7 Pro Sistema: - Patch di sicurezza Android di maggio 2019 - Ottimizzazione delle cuffie Type-C di terze parti - Miglioramento della sensibilità del touch screen - Miglioramenti generali Telefono: - Miglioramento della qualità audio Camera: - Ora la camera anteriore non si estrarrà più all'arrivo di una videochiamata quando lo schermo è spento OP7 Sistema: - Ottimizzazione della luminosità automatica - Aggiornamento GMS a giugno 2019 - Patch di sicurezza Android di agosto 2019 - Ottimizzazione della sensività del touch in gioco - Ottimizzazione dei tocchi accidentali alla barra di stato in chiamata - Bugfix generali |
| 9.5.9             | 9.0 Pie          | 8 luglio 2019                                                                            |                                |                                |                                |                                |                                |                                |                                | Sì                             | Sistema: - Ottimizzazione della sensibilità della luminosità automatica - Migliore ricezione GPS a schermo spento - Miglioramento dell'audio sulle Bullets Wireless V2 - Supporto al VoLTE e VoWiFi di 3 SE e Telenor SE - Miglioramenti generali Camera: - Miglioramento dello switch tra camera frontale e posteriore - Miglioramento della velocità dell'autofocus - Photo-stitching avanzato nella modalità Panorama - Miglioramento dei JPG da 48MP nella modalità Pro |
| 9.5.10            | 9.0 Pie          | 18 luglio 2019                                                                           |                                |                                |                                |                                |                                |                                |                                | Sì                             | Come 9.5.9 |
| 9.5.11            | 9.0 Pie          | 31 luglio 2019                                                                           |                                |                                |                                |                                |                                |                                |                                | Sì                             | Sistema: - Ottimizzazione della luminosità automatica - Aggiornamento GMS a giugno 2019 - Patch di sicurezza Android di agosto 2019 - Ottimizzazione della sensività del touch in gioco - Ottimizzazione dei tocchi accidentali alla barra di stato in chiamata |

### OxygenOS 10
| Versione OxygenOS | Versione Android | Data di rilascio                                    | Dispositivi OnePlus supportati | Dispositivi OnePlus supportati | Dispositivi OnePlus supportati | Dispositivi OnePlus supportati | Dispositivi OnePlus supportati | Dispositivi OnePlus supportati | Dispositivi OnePlus supportati | Dispositivi OnePlus supportati | Note |
| Versione OxygenOS | Versione Android | Data di rilascio                                    | 5                              | 5T                             | 6                              | 6T                             | 7                              | 7 Pro                          | 7T                             | 7T Pro                         | Note |
| ----------------- | ---------------- | --------------------------------------------------- | ------------------------------ | ------------------------------ | ------------------------------ | ------------------------------ | ------------------------------ | ------------------------------ | ------------------------------ | ------------------------------ | --- |
| 10.0              | 10.0             | OP7/7PRO: 21 settembre 2019 OP6/6T: 2 novembre 2019 |                                |                                | Sì                             | Sì                             | Sì                             | Sì                             |                                |                                | Changelog comune: Aggiornamento del sistema ad Android 10 Sistema: - Nuova UI - Miglioramento dei permessi di localizzazione - Nuova sezione di personalizzazione nelle impostazione Full Screen Gestures: - Nuove Gestuers di Android 10 a destra e a sinistra (quelle dei Pixel) - Nuova barra di navigazione in basso (come quella dei Pixel) Gaming Space: - Nuovo Gaming Space per raccogliere tutti i tuoi giochi Smart display: - Supporto alle informazioni intelligenti basate su ora, localizzazione e eventi dall'Ambient Display Messaggi: - Blocco delle keywords |
| 10.0.1            | 10.0             | 12 ottobre 2019                                     |                                |                                |                                |                                | Sì                             | Sì                             |                                |                                | Bugfix |
| 10.0.3            | 10.0             | 3 ottobre 2019                                      |                                |                                |                                |                                |                                |                                | Sì                             | Sì                             | Sistema: - Bugfix generali |
| 10.0.4            | 10.0             | 22 ottobre 2019                                     |                                |                                |                                |                                |                                |                                | Sì                             | Sì                             | Sistema: - Bugfix generali - Miglioramento della rete - Miglioramento delle traduzioni Camera: - Miglioramento della modalità notte |
| 10.0.5            | 10.0             | 7 novembre 2019                                     |                                |                                |                                |                                |                                |                                | Sì                             |                                | Sistema: - Patch di sicurezza Android di ottobre 2019 - Sistemata la gesture double tap to wake - Bugfix generali |

## OpenBeta
Oltre alla versione stabile, OnePlus mantiene attivamente un programma beta aperto a tutti con le nuove funzioni prima che passino alla versione stabile, con un rilascio ogni due settimane circa. Vengono testate anche le nuove distribuzioni di Android.
I dispositivi attualmente supportati dalle OpenBeta sono:
- OnePlus 6
- OnePlus 6T
- OnePlus 7
- OnePlus 7 Pro

| Versione Android | Data di rilascio | Versione Beta | Dispositivi |
| ---------------- | ---------------- | ------------- | ----------- |
| 10               | 19 ottobre 2019  | 30            | OnePlus 6   |
| OnePlus 6T       |                  |               |             |
| 23 ottobre 2019  | 4                | OnePlus 7     |             |
| OnePlus 7 Pro    |                  |               |             |

### Cronologia delle versioni OpenBeta per 5 e 5T
| Versione Android | Data di rilascio  | Numero di versione | Numero di versione | Note |
| Versione Android | Data di rilascio  | 5                  | 5T                 | Note |
| ---------------- | ----------------- | ------------------ | ------------------ | --- |
| 8.0.0 Oreo       | 25 novembre 2017  | 1                  | N/D                | Aggiornamento ad Android 8.0 Oreo Sistema: - Aggiunto Picture-in-Picture - Aggiunto auto-fill - Aggiunto smart text selection - Patch di sicurezza di ottobre 2017 - Aggiunte le app parallele Launcher: - Aggiunti i notification dots - Nuovo design per le cartelle - Possibilità di caricare le foto su Shot On OnePlus |
| 8.0.0 Oreo       | 15 dicembre 2017  | 2                  | N/D                | Sistema - Miglioramenti per la modalità lettura - Miglioramenti per la vibrazione - Miglioramenti per l'audio bluetooth - Risolto problema con le app parallele - Risolto problema del riavvio con Picture in Picture - Patch di sicurezza di novembre 2017 - Bugfix generali Launcher: - Risolto problema con i widget - Risolto problema con i collegamenti Camera: - Miglioramenti della UI File manager: - Aggiunto formato f4v - Migliorata la velocità durante l'eliminazione di file pesanti |
| 8.0.0 Oreo       | 3 gennaio 2018    | 3                  | 1                  | Tutti i cambiamenti apportati finora anche su OP5T Sistema: - Aggiunto Face Unlock (OP5) - Ottimizzazione della vibrazione - Risolto problema del WiFi 5G - Patch di dicembre 2017 - Bugfix generali |
| 8.0.0 Oreo       | 17 gennaio 2018   | 4                  | 2                  | Launcher: - Launcher aggiornato alla versione v2.3 - Categorie del drawer - Sono presenti nuove categorie quando si utilizza l'icona della ricerca nel drawer - Auto folder tagging - Quando si aggiungono applicazioni simili, il sistema aiuterà a creare automaticamente il nome della cartella creata - Icona dinamica per l'orologio - L'icona dell'Orologio è ora dinamica - Ottimizzazione Notification dot - I punti blu di notifica presenti per segnalare l'installazione di una nuova app saranno rimossi automaticamente dopo 15 giorni - Suggerimenti per l'utilizzo del launcher migliorati - Sono stati aggiunti alcuni utili consigli per utilizzare il launcher per la prima volta Sistema: - Ottimizzazioni per la gestione delle applicazioni con un alto consumo energetico - Aggiunta una soluzione più intelligente per la gestione delle applicazioni in background - Migliorato il calcolo del consumo energetico - Vari bug fix e ottimizzazioni Applicazioni: - Aggiunta l'applicazione OnePlus Switch application per il backup e il ripristino - È stata aggiunta la nuova OnePlus Switch app, trasferire le informazioni in un nuovo dispositivo OnePlus sarà più semplice che mai Clipboard - È stata aggiunta una nuova funziona della Clipboard attivata quando si copiano informazioni. È possibile modificare il testo copiato e poi scegliere le opzioni “Ricerca, Traduci, o Condividi” File manager - Esperienza migliorata quando si cancellano file - Aggiunta la funzione per la gestione dei file di grandi dimensioni Dialer - Vengono fornite maggiori informazioni sul chiamante durante la notifica della chiamata in entrata Problemi noti: Alcune app fotocamera di terze parti potrebbero non funzionare completamente con questo update |
| 8.0.0 Oreo       | 30 gennaio 2018   | 5                  | 3                  | Telefono: - Aggiunto pick-up gesture switcher: Ora puoi scegliere da che parte scorrere (su o giù) per rispondere a una telefonata Sistema - Correzioni di bug e miglioramenti generali - Rimosso la funzione clipboard: Grazie per il tuo feedback, abbiamo rimosso questa funzione - Aggiunge ultime patch di sicurezza: CVE-2017-13218 - Aggiunti nuove gesture di navigazione (OP5T) Solo per l'India - Aggiunta funzione di categorizzazione SMS solo per l'India: Questa è una funzione disponibile solo in India e consente di ordinare automaticamente gli SMS in categorie |
| 8.1.0 Oreo       | 10 marzo 2018     | 6                  | 4                  | Aggiornamento ad Android 8.1 Oreo Telefono - Aggiunta gesture per rispondere alzando il telefono - Aggiunta una soluzione di roaming globale - Modalità di gioco Sistema - Nuovi stili per l'orologio dell'ambien display - Ottimizzazione delle gestures a schermo intero (OP5T) - Patch di sicurezza di febbraio 2018 OnePlus Switch - Supporto al backup dei dati delle app |
| 8.1.0 Oreo       | 28 marzo 2018     | 7                  | 5                  | Launcher - Aggiunti i tag di ricerca - Bugfix Meteo - Miglioramento della posizione - Nuove icone e nuova UI Modalità di gioco - Boost della rete |
| 8.1.0 Oreo       | 10 aprile 2018    | 8                  | 6                  | Modalità auricolare - Aggiunto Auto-Play - Aggiunta opzione per i suoni di notifica - Aggiunte informazioni vocali del chiamante in cuffia Orologio - Miglioramenti alla UI Card Package - Aggiunta scheda socio in Shelf Sistema - Patch di sicurezza di aprile 2018 - Risolto problema con il volume di default |
| 8.1.0 Oreo       | 25 aprile 2018    | 9                  | 7                  | Launcher - Aggiunto doppio tap per bloccare lo schermo - Migliorata cronologia di ricerca delle app File manager - Ottimizzazione della scansione per file pesanti |
| 8.1.0 Oreo       | 15 maggio 2018    | 10                 | 8                  | Sistema - Patch di sicurezza Android aggiornate a maggio 2018 Launcher: - Aggiunta la Toolbox Card in Shelf - Aggiunto lo Spazio Nascosto nell'app drawer - Aggiunto il supporto per la modifica dinamica delle icone (meteo, orologio e calendario) OnePlus Switch: - Interfaccia utente ottimizzata per il backup e il ripristino - Calcolo del tempo rimanente per il backup ottimizzato - Bug fix e e miglioramenti generali della stabilità Messaggi: - Supporto agli SMS di gruppo |
| 8.1.0 Oreo       | 29 maggio 2018    | 11                 | 9                  | Sistema - Aggiunta opzione per disabilitare le notifiche peek in modalità DND - Aggiunta opzione per disabilitare le notifiche peek in modalità di lettura - Ottimizzazione del riconoscimento del PIN - Ottimizzazione della batteria in standby OnePlus Switch - Miglioramenti della UI - Miglioramento del trasferimento dati - Bugfix File Manager - Possibilità di gestire i file delle app parallele |
| 8.1.0 Oreo       | 14 giugno 2018    | 12                 | 10                 | Sistema - Patch di sicurezza di giugno 2018 OnePlus Switch - Bugfix Camera - Correzione dell'effetto pastello |
| 8.1.0 Oreo       | 3 luglio 2018     | 13                 | 11                 | Sistema - Supporto a Project Treble - Nuova UI - Colore evidenziatore personalizzabile Launcher - Migliorata la ricerca per tag nell'app drawer - Aggiunta il nuovo tag per la categoria "Nuove installazioni" nell'app drawer - Migliorata la lista di app per lo spazio nascosto e il toolbox Telefono - Logica ottimizzata per la pagina dei contatti Meteo - Esperienza utente migliorata dal nuovo design |
| 8.1.0 Oreo       | 16 luglio 2018    | 14                 | 12                 | Camera: - Riduzione dell'effetto pastello - Supporto a Google Lens |
| 8.1.0 Oreo       | 1 agosto 2018     | 15                 | 13                 | App Community: - Feedback tool integrato nell'app Sistema: - Patch di sicurezza di luglio 2018 - Ottimizzazione della Modalità Tasca |
| 8.1.0 Oreo       | 13 agosto 2018    | 16                 | 14                 | Calendario: - Risolto problema del widget in Shelf - Risolto problema della tastiera che non appare quando si crea un evento OnePlus Switch: - Ottimizzate applicazione e lista di classificazione dati |
| 8.1.0 Oreo       | 29 agosto 2018    | 17                 | 15                 | Sistema - Aggiunta sorgente di messaggi Toast per i messaggi Toast inviati dalle app in background - Aggiunta descrizione sull'ottimizzazione sleep standby quando la funzione viene attivata per la prima volta - Ottimizzazione del consumo energetico in background - Risolto problema di registrazione delle chiamate in India - Aggiornate la patch di sicurezza Android ad agosto 2018 Fotocamera - Aggiunta la modalità ritratto per la fotocamera anteriore Gamig mode 3.0 - Aggiunta notifica di sospensione della chiamata - Aggiunta modalità di notifica del testo - Ottimizzazione dell'interfaccia utente e dell'interazione Meteo - Previsioni orarie - 8 unità di dati meteorologici tra cui la probabilità di precipitazioni e la temperatura percepita - Migliore precisione dei dati meteorologici Note - Nuova UI - Processo ottimizzato per la condivisione delle note come immagine OnePlus Switch - Ottimizzazione dell'interfaccia utente |
| 8.1.0 Oreo       | 11 settembre 2018 | 18                 | 16                 | Camera - Fix della modalità bellezza (ora si applica alla fotocamera posteriore) - Miglioramento della stabilità della modalità ritratto frontale Meteo - Miglioramento della stabilità dell'app Sistema - Miglioramento delle performace Bugfix |
| 8.1.0 Oreo       | 25 settembre 2018 | 19                 | 17                 | Sistema: - Aggiornate la patch di sicurezza Android a settembre 2018 Meteo: - Ottimizzazione UI OnePlus Switch: - Aggiunta connessione manuale se impossibile connettere i dispositivi con il QR sul vecchio telefono - Supporto di backup e ripristino dei dati delle app come sfondo, schermata di blocco e layout delle app - Bugfix e supporto a più telefoni |
| 8.1.0 Oreo       | 15 ottobre 2018   | 20                 | 18                 | Galleria - Nuove gesture supportate per chiudere l’immagine scorrendo verso il basso nell’app Galleria Community - Avvisi della community aggiunti come funzionalità - Nuovo feed per i membri della community che si seguono - Aggiunte ulteriori opzioni per condividere i thread - Commenti in evidenza mostrati sull’app - Modifiche generali all’interfaccia utente e correzioni di bug |
| 8.1.0 Oreo       | 29 ottobre 2018   | 21                 | 19                 | Sistema - Aggiornate la patch di sicurezza Android a ottobre 2018 - Bugfix e miglioramenti generali |
| 9.0 Pie          | 12 dicembre 2018  | 22                 | 20                 | Aggiornamento ad Android 9.0 Pie Sistema: - Nuova interfaccia utente Android Pie - Nuovo sistema di navigazione a gesture (solo su 5T) - Patch di sicurezza novembre 2018 - Ottimizzazioni per la gestione delle app in background Modalità Non Disturbare: - Nuova modalità non disturbare con impostazioni regolabili Comunicazione: - Miglioramenti alla UI per il servizio di emergenza - Interfaccia utente ottimizzata per chiamate rapide - È ora possibile assegnare una specifica SIM ad uno specifico contatto o gruppo durante l'utilizzo del Dual SIM Parallel Apps: - Aggiunto il supporto ad ulteriori app in modalità Parallel Apps (Telegram, Discord, IMO, Uber, OLA) Meteo: - È ora possibile passare dinamicamente alla località corrente - Visualizza ulteriori suggerimenti quando si utilizza la funzione di ricerca - Risolto un problema che impediva all'app di aggiornarsi quando la posizione veniva cambiata - Risolto un problema che causava l'impossibilità di trovare determinate località |
| 9.0 Pie          | 18 dicembre 2018  | 23                 | 21                 | Sistema: - Patch di sicurezza Android di dicembre 2018 - Risolto problema dell'applicazione di un colore accento personalizzato - Ottimizzazione di Face Unlock Launcher: - Sistemato un problema con lo scorrimento del drawer - Miglioramento dell'adattamento del colore della barra di navigazione App di terze parti: - Risolto problema con i crash di Netflix |
| 9.0 Pie          | 24 dicembre 2018  | 24                 | 22                 | Sistema: - Risolti i crash del sintonizzatore audio - Miglioramenti generali |
| 9.0 Pie          | 15 gennaio 2019   | 25                 | 23                 | Sistema: - Patch di sicurezza aggiornate a gennaio 2019 - Miglioramenti al controllo della luminosità - Conferma PIN senza il tap sulla √ nell'app locker - Miglioramenti per l'adattamento del colore nella navbar con le app di terze parti Telefono: - Aggiunta l'identificazione chiamata (solo in India) - Profonda integrazione con Google Duo - Miglioramenti alla UI del registro chiamate - Aggiunto registro chiamate dai numeri sconosciuti Meteo: - Aggiunte più opzioni di ricerca per migliorare la precisione dei risultati - Descrizioni del tempo più precise - Aggiunte più unità di misura per pressione, precipitazioni e altro - Aggiunta una descrizione più dettagliata per le icone del meteo Launcher: - Aggiunti i tools raccomandati nella toolbox - Migliorie della UI per le categorie nell'app drawer Galleria: - Aggiunte la creazione collezioni, lo spostamento e la copia delle foto - Nuove illustrazioni nelle pagine vuote - Bugfix generali OnePlus Switch: - Supporto alla migrazione dei dati da iPhone |
| 9.0 Pie          | 28 gennaio 2019   | 26                 | 24                 | Sistema: - Miglioramento degli screenshot - Aggiunta modalità esports nella modalità gioco - Miglioramento delle risposte rapide in modalità landscape |
| 9.0 Pie          | 26 febbraio 2019  | 27                 | 25                 | Sistema: - Miglioramenti alla game mode Orologio: - Supporto al meteo nel widget |
| 9.0 Pie          | 12 marzo 2019     | 28                 | 26                 | Sistema: - Patch di sicurezza Android di marzo 2019 - Nuova animazione per la modalità aereo - Ottimizzazione delle notifiche nei quick settings - Ottimizzazione del consumo della batteria Messaggi - Gruppi di contatti per l'invio degli SMS |
| 9.0 Pie          | 25 marzo 2019     | 29                 | 27                 | Sistema - Miglioramenti della UI degli screenshot Launcher - Migliorato l'adattamento dei colori per le cards in Shelf OnePlus Switch - Supporto per la migrazione dei permessi delle apps Meteo - Maggiori dettagli nelle allerte - Ora la timeline segue il formato dell'ora di sistema - Bugfix generali Telefono - Ottimizzazione della UI |
| 9.0 Pie          | 16 aprile 2019    | 30                 | 28                 | Sistema - Patch di sicurezza Android di aprile 2019 - Migliorata la visualizzazione della velocità di rete - Miglioramento dei collegamenti dei quick settings Risposta rapida in landscape - Supporto alla risposta rapita nella barra delle notifiche Launcher - Aggiunto tutorial in Shelf - Aggiunta la localizzazione del parcheggio - Migliorato l'indicatore delle pagine negli icon pack |
| 9.0 Pie          | 30 aprile 2019    | 31                 | 29                 | Sistema - Avviso di surriscaldamento del dispositivo - Nuova UI per Aggiornamento di Sistema Risposta rapida in landscape - Nuove app supportate - Ora l'app in esecuzione non verrà fermata quando si risponde Community - Ottimizzazione della ricerca - Nuova pagina social - Ottimizzazione della registrazione dei log |
| 9.0 Pie          | 14 maggio 2019    | 32                 | 30                 | Sistema: - Patch di sicurezza Android di maggio 2019 OnePlus Switch - Tempo rimanente più preciso |